# Råda socken, Kållands härad
Råda socken i Västergötland ingick i Kållands härad, uppgick 1969 i Lidköpings stad och området ingår sedan 1971 i Lidköpings kommun och motsvarar från 2016 Råda distrikt.
Socknens areal var 27,69 kvadratkilometer varav 27,57 land. År 2000 fanns här 2 077 invånare. Godset Ågården, en del av tätorten Lidköping med kyrkbyn Råda och sockenkyrkan Råda kyrka ligger i socknen.

## Administrativ historik
Socknen har medeltida ursprung. 
Vid kommunreformen 1862 övergick socknens ansvar för de kyrkliga frågorna till Råda församling och för de borgerliga frågorna bildades Råda landskommun. En del omfattande 1,43 kvadratkilometer uppgick i Lidköpings stad 1936. Landskommunen uppgick 1952 i Kållands-Råda landskommun som 1969 uppgick i Lidköpings stad som 1971 ombildades till Lidköpings kommun. Församlingen uppgick 2006 i Kållands-Råda församling.
1 januari 2016 inrättades distriktet Råda, med samma omfattning som församlingen hade 1999/2000.  
Socknen har tillhört län, fögderier, tingslag och domsagor enligt vad som beskrivs i artikeln Kållands härad. De indelta soldaterna tillhörde Västgöta-Dals regemente, Kållands kompani.

## Geografi
Råda socken ligger närmast väster om Lidköping med Lidan i sydost. Socknen är en odlad slättbygd som genomkorsas av den skogklädda Rådaåsen.

## Fornlämningar
Boplatser från stenåldern och skålgropsförekomster är funna. Från järnåldern finns sju gravfält och har funnits flatmarksgravar. En runristning har påträffats.

## Namnet
Namnet skrevs 1405 Rodho och kommer från kyrkbyn. Namnet innehåller rodha/rudha, 'till odling uppröjt jordstycke'.
Namnet har även skrivit Rodha socken och Rudha socken.